# Matteuccia struthiopteris
Matteuccia struthiopteris là một loài thực vật có mạch trong họ Woodsiaceae. Loài này được (L.) Tod. miêu tả khoa học đầu tiên năm 1866.

## Phân bố
Đâylà một loài thực vật hình thành tán, hình thành quần thể, mọc ở các vùng ôn đới của Bắc bán cầu ở trung và bắc Âu, bắc Á, và bắc Bắc Mỹ. Loài cây này ưa thích các bờ sông và bãi cát, nhưng lan sang các lớp đá bên để tạo thành các quần thể. Do đó, chúng có thể hình thành các thuộc địa dày đặc có khả năng chống lại sự phá hủy của nước lũ.

## Hình ảnh

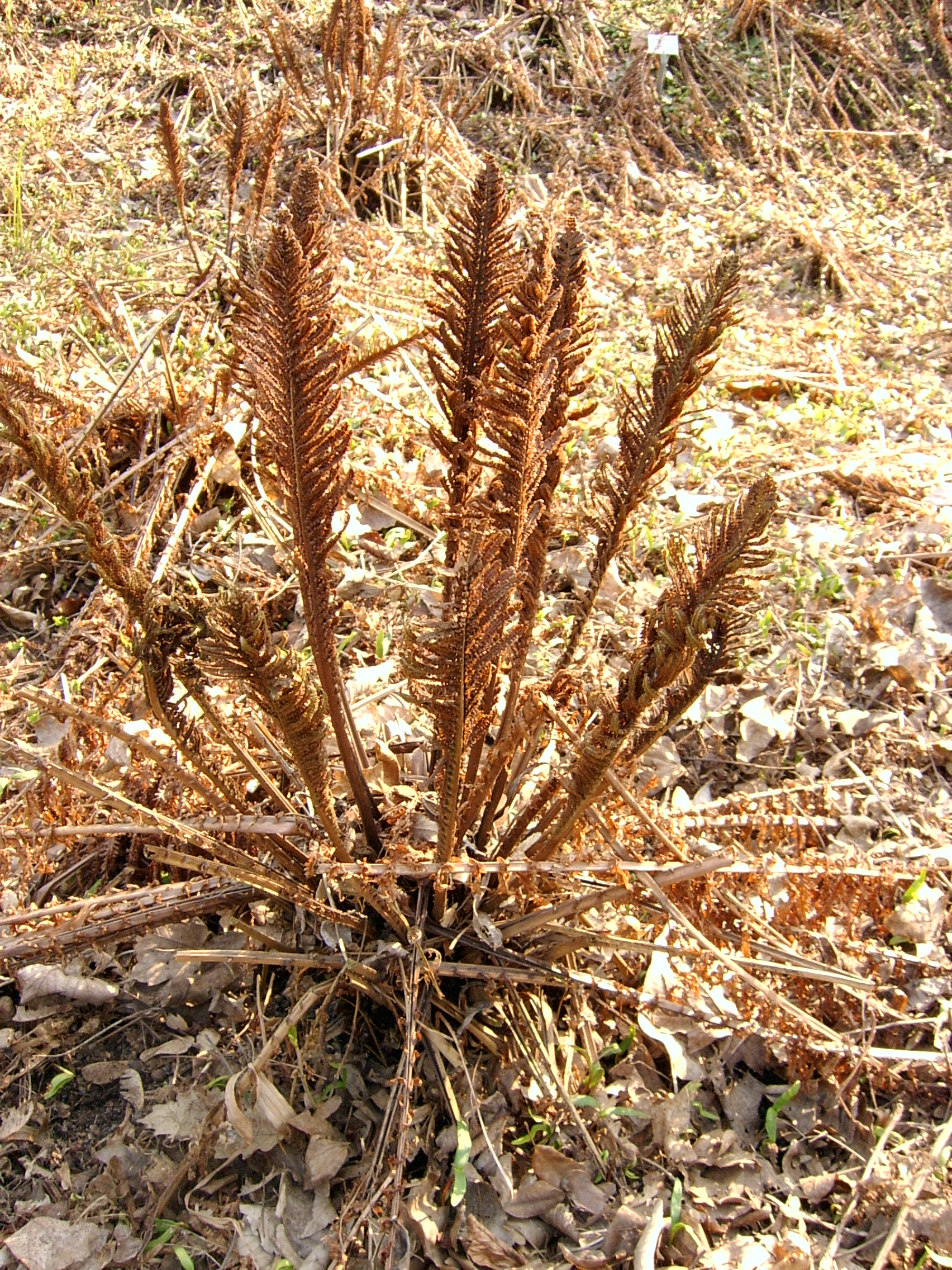
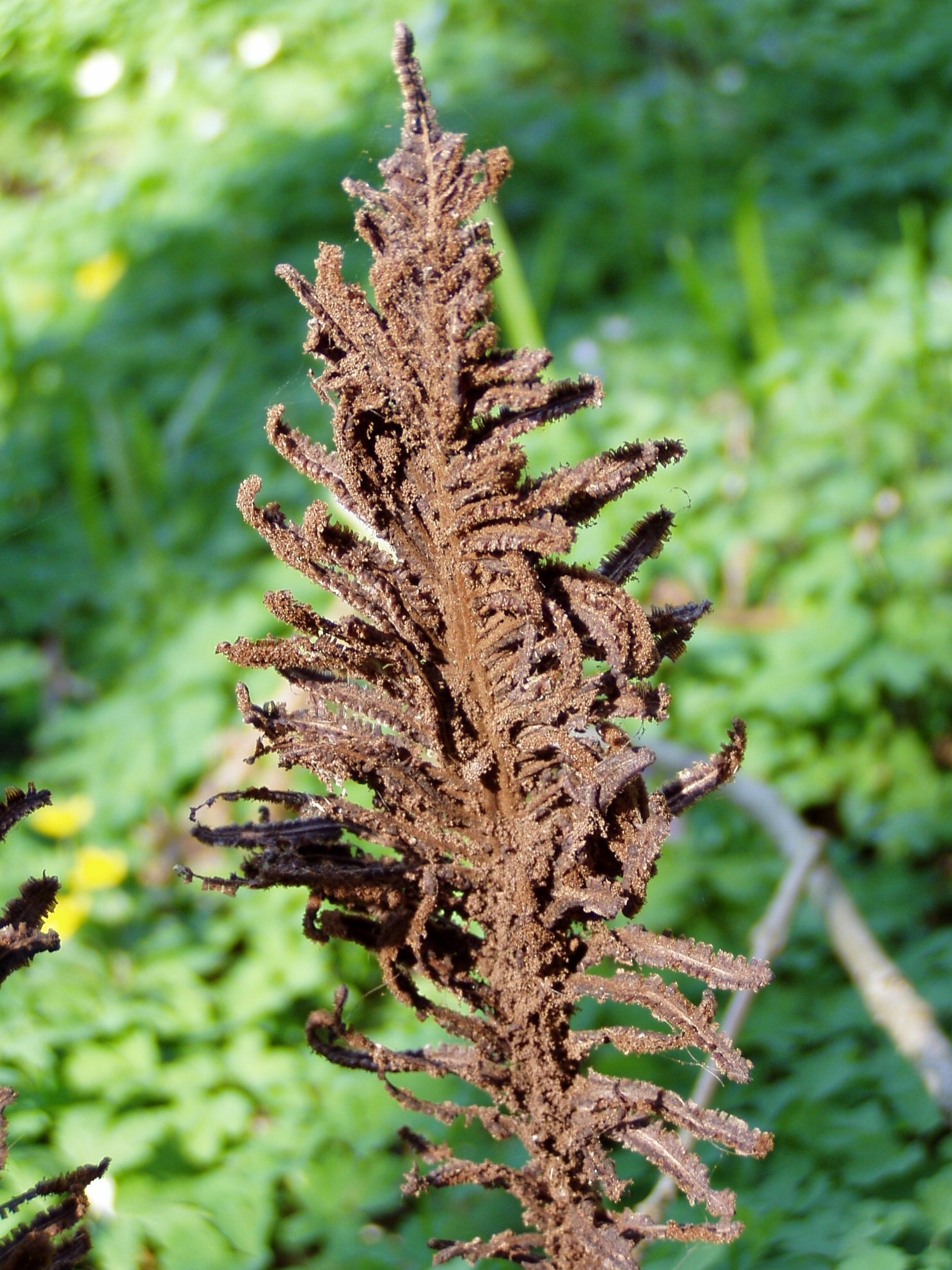
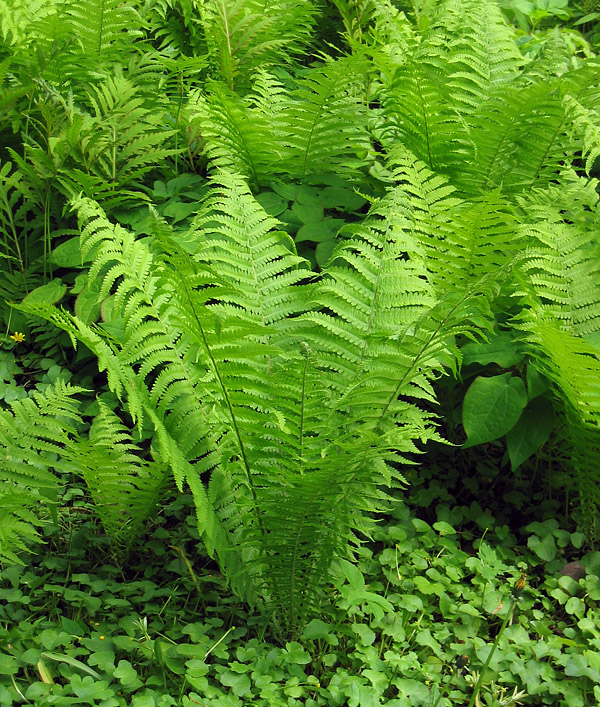